# Ръсел Шехтер
Ръсел Шехтер (на английски: Russell Schechter) е американски писател на бестселъри в жанра трилър, хорър и фентъзи. Пише под псевдонима Джей Ръсел (на английски: Jay Russell).

## Биография и творчество
Ръсел Шехтер е роден през февруари 1961 г. в Куинс, Ню Йорк, САЩ. Учи в университета „Корнел“ и завършва с бакалавърска степен по комуникации през 1982 г. и магистърска степен по комуникации през 1986 г. През 1991 г. получава докторска степен по комуникации от Университета на Южна Калифорния. Докато е в университета опитва да пише и публикува първия си разказ „Градът на ангелите" през 1990 г.
След дипломирането си работи като служител на детективска агенция за застрахователни измами в Лос Анджелис. Докато работи пише първия си ръкопис на романа „Тунел“ но не намира издател. През 1993 г. се премества в Лондон, заедно със съпругата си англичанка, преподавател по медийни науки, която среща в университета.
В Лондон намира издател и през януари 1996 г. е публикуван първият му трилър „Небесни псета“ от поредицата „Марти Бърнс“ за свръхестествения детектив. Той става бестселър и дава старт на писателската му кариера.
През 1996 г. е публикуван и трилърът му „Тунел“, криминален екшън-трилър с брутални сцени на смърт и насилие, съчетани вулгарност и големи дози черен хумор.
От септември 2005 г. е програмен директор по творческо и професионално писане в Университетския колеж „Сейнт Мери“ в Лондон.
Ръсел Шехтер живее със семейството си в Лондон.

## Произведения

### Самостоятелни романи
- Тунел, Blood (1996)
- Waltzes and Whispers (1999)
- Brown Harvest (2001)

### Серия „Марти Бърнс“ (Marty Burns)
1. Небесни псета, Celestial Dogs (1996)
2. Глутница ангели, Burning Bright (1997)
3. Greed and Stuff (2001)

#### Разкази с герой Марти Бърнс
- Sullivan's Travails (1998)
- What Ever Happened to Baby June? (1999)
- Apocalypse Now, Voyager (2004)

### Участие в общи серии с други писатели

#### Серия „Зоната на здрача“ (Twilight Zone)
1. The Pool Guy / Memphis (2004)
от серията има още 2 романа от различни автори

### Разкази
- City of Angels (1990)
- Undiscovered Countries (1992)
- Limited Additions (1994)
- Lily's Whisper (1996)
- Waltz in Vienna (1997)
- Sous Rature (1997)
- Burning Bright (1997)
- De Cold, Cold Decolletage (1997)
- The Man Who Shot the Man Who Shot The Man Who Shot Liberty Valence (1999)
- Dracula's Eyes (1999)
- Poets in New York (1999)
- Code Warriors (1999)
- If Happy Little Bluebirds Fly... (1999)
- Down (1999)
- Revenge of the Zombie Studpuppies (1999)
- First Love (2000)
- Hides (2002)
- The Pool Guy (2004)
- Memphis (2004)
- Ding-Dong-Bell (2005)
- Tweets of the Dead (2010)
- Hush... Hush, Sweet Shushie (2013)